# Sinapisme

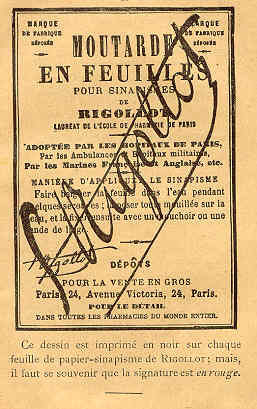
Publicité pour le sinapisme Rigollot (années 1920).

Le sinapisme est un cataplasme à la farine de moutarde. Nécessitant un temps de préparation moindre, il est utilisé en application sur le haut de la poitrine afin de dégager les bronches.
Il est mentionné dans les œuvres des latins Végèce et Caelius Aurelianus au Ve siècle, il a cessé d'être prescrit dans le courant du XXe siècle et n'est plus utilisé que comme remède traditionnel.

## Fonctionnement
Une réaction de la farine de moutarde humide produit de l'isothiocyanate d'allyle, qui est absorbé à travers la peau. Celui-ci produit de la chaleur et fonctionne comme un révulsif en stimulant les terminaisons nerveuses superficielles.

## Effets secondaires
S'il est appliqué trop chaud ou laissé trop longtemps, le sinapisme peut provoquer des brûlures. Les vapeurs d'isothiocyanate d'allyle peuvent provoquer des nausées.